# Овчаренко Анатолій Миколайович
Анато́лій Микола́йович Овчаре́нко (* 10 квітня 1937, Ігрень — сучасний Дніпропетровськ — † 22 жовтня 2007), український актор.  Заслужений артист Української РСР (1967). Народний артист Української РСР (1980), нагороджений орденом Трудового Червоного Прапора.

## Життєпис
Народився у родині заслуженого артиста України Миколи Овчаренка.
Випускник Київського інституту театрального мистецтва.
Творче життя артист присвятив Вінницькому обласному академічному музично-драматичному театру ім. М. К. Садовського — з 1959 року, молодого актора підтримував Федір Верещагін. Виступав майже 40 років, зіграв до 200 ролей.
З 1998 — головний режисер лялькового театру, грав невеличкі ролі. Останні три роки тяжко хворів наслідком цукрового діабету.
Серед ролей:
- Гриць — «У неділю рано зілля копала…» за Кобилянською,
- Льонька — «Острів твоєї мрії» Зарудного,
- Мальволіо — «Дванадцята ніч» Шекспіра,
- Олексій — «Оптимістична трагедія» Вишневського,
- Маргус — «Перевертень» Кіцберга,
- Клод, Феб — «Собор Паризької Богоматері» Гюго,
- Хома Кичатий — «Назар Стодоля» Шевченка,
- Таланов — «Навала» Леонова,
- Федір — «Третя патетична» Погодіна,
- Груя — «Святая святих» Друце,
- «Молода кров»,
- «Плаха».

Знімався у кінофільмах:
- «Смужка нескошених диких квітів» — в епізоді, 1979, режисер Юрій Іллєнко, режисер Олесь Гончар, режисер Андрій Владимиров,
- «На мить озирнутися...» — в епізоді, 1984, режисер В'ячеслав Колегаєв,
- «Господи, прости нас, грішних», 1992, художник — Володимир Веселка.

У Вінницькому театрі зустрів і майбутню жінку — Тамару.
Похований у Вінниці поруч з могилами батьків.